# 爱尔朗分布
在概率与统计相关学科中，爱尔朗分布（Erlang Distribution）是一种连续型概率分布。Erlang分布的译名较多，如爱尔兰分布，埃朗分布，埃尔朗分布，爱尔朗分布，厄朗分布等等；此外在不同学科间，Erlang分布的习惯译法也可能不同。
该分布与指数分布一样多用来表示独立随机事件发生的时间间隔。相比于指数分布，爱尔朗分布能更好地对现实数据进行拟合（更适用于多个串行过程，或无记忆性假设不显著的情况下）。除非退化为指数分布，爱尔朗分布不具有无记忆性（或马尔可夫性质），因此对其进行分析相对困难一些。一般通过将爱尔朗过程分解为多个指数过程的技巧来对爱尔朗分布进行分析。
遵循爱尔朗分布的随机变量可以被分解多个同参数指数分布随机变量之和，该性质使得爱尔朗分布被广泛用于排队论中。

## 参数与公式
爱尔朗分布有两个参数，阶数（stage）{\displaystyle k}和均值{\displaystyle \mu }（也有用{\displaystyle \lambda ={\frac {1}{\mu }}}来代替的）。具有阶数{\displaystyle k}的爱尔朗过程被称为k阶爱尔朗（k-stage Erlang），对应的随机变量可被视为k个独立同参数指数分布随机变量之和。
依据上下文环境不同，均值参数{\displaystyle \mu }可以指整个爱尔朗分布的均值{\displaystyle \mu _{0}}也可以指每个指数分布的均值{\displaystyle \mu _{i}}。两者的关系是：{\displaystyle \mu _{i}={\frac {\mu _{0}}{k}}}

## 与其他概率分布的关系
- 相型分布（英语：Phase-type distribution）: 爱尔朗分布是相型分布的一个特例。

- 亚指数分布：爱尔朗分布是亚指数分布的一个特例（当k阶亚指数分布的各阶指数过程均值都相等时，即退化为为k阶爱尔朗分布）；

- 指数分布：指数分布是爱尔朗分布的一个特例，（当爱尔朗分布的阶数{\displaystyle k=1}时，退化为指数分布）。